# 오월
오월(중국어 정체자: 吳越國, 간체자: 吴越国, 907년 - 978년)은 중국 오대십국 시대 10국 중 하나로, 당나라 절도사 전류(錢鏐)가 현재의 항주(杭州)을 중심으로 저장 지역을 지배했던 나라이다.

## 역사
시조 전류는 항주 출신으로 젊을 적에 소금의 밀매에 관여했던 인물이었다. 당나라 말기 황소의 난이 발발하자, 이 지역에서 동창(董昌)이란 자가 현지의 토호들을 중심으로 병사들을 모아 항주8도(杭州八都)라고 부르는 군단을 만들자 전류도 여기에 참가해 공적을 세워 887년 고향의 항주자사가 되었다.
그 후 항주8도를 자신의 것으로 만들고 남쪽의 민(閩)과 항쟁하면서 소주(蘇州), 상주(常州)를 확보하고 896년에 진해(鎭海), 진동(鎭東) 양군절도사(兩軍節度使)가 되어 저장성을 지배했다.
907년 주전충이 후량을 세우자, 그에게 복종하여 오월왕이 되었고, 후량을 후당이 멸망시키자 이번엔 후당에게 복종하면서 북쪽의 오와 남쪽의 민에 대항했다.
내정면에서는 농지개발 및 수도 항주의 확대와 보수를 실시하고, 해상무역을 통해 고려와 일본과도 교류했다. 또한 이것으로 얻어진 막대한 이익을 가지고, 문화인을 보호하였다. 한편 백성들에게는 닭, 물고기, 달걀 등의 생활용품에 소비세를 걷기도 하였다.
전류가 932년에 죽자, 5남인 전원관(錢元瓘)이 뒤를 계승했다. 전원관은 내정에 힘써 조세를 감면하는 시책을 펼쳐 좋은 성과를 거두었다. 그 시기 북쪽의 오나라를 찬탈한 남당이 들어서 오월을 공격하자 이를 막아냈다. 그러나 941년 항주에서 일어난 큰 화재에 부상을 입어 사망했다.
그 후 전원관의 6남 전홍좌(錢弘佐)가 뒤를 이었다. 946년 남쪽의 민은 내분이 발생해 혼란에 빠지고, 이를 틈타 남당군이 공격해 오자, 민은 오월에게 구원을 요청했다. 그러나 오월은 오히려 민을 공격하여 복건의 북쪽의 요충인 복주(福州)을 점령했다.
다음해 전홍좌가 죽고, 동생 전홍종(錢弘倧)이 뒤를 이었다. 전홍종은 군인들을 장악하는 데 실패하여 948년 반란이 일어나 전홍종은 퇴위 당하고 동생 전홍숙(錢弘俶)이 제위를 얻었다. 전홍종은 유폐에 앞서 시를 짓거나 술에 취해 지내다가 971년 사망했다.
전홍숙의 시대에는 최강의 적이었던 남당이 후주의 공격을 받아 영토를 빼앗기면서 약체화되었기에 오월은 평온했다. 오월에서도 후주의 공격을 틈타 남당에 대한 침공을 감행했으나, 이것은 실패로 끝났다. 960년 송나라가 탄생하고, 975년 송나라가 남당을 공격하자, 오월은 이에 참가해 남당에 대한 원정에 나섰다. 송나라의 대군앞에 남당이 멸망하자 송나라와 직접 국경이 맞닿게 된 오월은 아무것도 할 수가 없어, 978년 전홍숙은 송나라에 나라를 바치며 스스로 오월국의 종말을 고했다. 전홍숙은 카이펑으로 이주하여 송나라로부터 회해국왕(淮海國王)에 봉해졌고, 988년에 사망했다.

## 문화
역대 오월왕은 불교를 신앙으로 삼았고, 전숙은 불탑 8만 4천개를 만들고 경전을 봉해 영내에 배치했다. 또한 이곳에서 나오는 도자기의 요원(窯元; 도자기를 굽는 곳)인 월주요(越州窯)를 후원해 번영하였다.

## 역대 군주
| 대수  | 묘호                 | 시호                                              | 휘             | 연호 | 재위 기간     |
| ----- | -------------------- | ------------------------------------------------- | -------------- | --- | ------------- |
| -     | -                    | 홍승왕 (洪勝王) (홍성왕<弘聖王>) (오월 태조 추숭) | 전패(錢沛)     | - | -             |
| -     | -                    | 건초왕 (建初王) (오월 태조 추숭)                  | 전주(錢宙)     | - | -             |
| -     | -                    | 영현왕 (英顯王) (오월 태조 추숭)                  | 전관(錢寬)     | - | -             |
| 제1대 | 오월 태조 (吳越太祖) | 무숙왕 (武肅王)                                   | 전류(錢鏐)     | 천보(天保) 908년 ~ 912년 (후량 연호 사용) 보대(寶大) 924년 ~ 925년 보정(寶正) 926년 ~ 931년 (후당 연호 사용) | 907년 ~ 932년 |
| 제2대 | 오월 세종 (吳越世宗) | 문목왕 (文穆王)                                   | 전원관(錢元瓘) | - | 932년 ~ 941년 |
| 제3대 | 오월 성종 (吳越成宗) | 충헌왕 (忠獻王)                                   | 전홍좌(錢弘佐) | - | 941년 ~ 947년 |
| 제4대 | -                    | 충손왕 (忠遜王)                                   | 전홍종(錢弘倧) | - | 947년 ~ 948년 |
| 제5대 | -                    | 충의왕 (忠懿王)                                   | 전홍숙(錢弘俶) | - | 948년 ~ 978년 |